# Neoamphorophora kalmiae
Neoamphorophora kalmiae är en insektsart som beskrevs av Mason, P.W. 1924. Neoamphorophora kalmiae ingår i släktet Neoamphorophora och familjen långrörsbladlöss. Inga underarter finns listade i Catalogue of Life.